# Le Passe-muraille
Pour les articles homonymes, voir Le Passe-muraille (homonymie).
Le Passe-muraille est une nouvelle fantastique de Marcel Aymé, parue à l'origine dans Lecture 40 en 1941.

## Histoire
Le Passe-muraille paraît dans Lecture 40 le 15 août 1941 et Sept Jours en février 1942, sous le titre Garou-Garou. La nouvelle, sous son appellation définitive, donnera son nom au quatrième recueil de nouvelles de l'auteur, en 1943,.

## Résumé
Le Passe-muraille met en scène « un excellent homme nommé Dutilleul qui possédait le don singulier de passer à travers les murs sans en être incommodé. Il portait un binocle, une petite barbiche noire, et il était employé de troisième classe au ministère de l'Enregistrement. » Type même du petit bonhomme falot, gris et invisible, Monsieur Dutilleul va connaître des aventures parfaitement ahurissantes. Il profite d'abord de son don pour rendre fou son chef de service honni puis commet des vols dans les plus grandes banques et bijouteries, signant ses forfaits du nom de « Garou Garou ». Il fait alors la une de la presse et met sur les dents la police, qui n'arrive pas à élucider ces vols spectaculaires. Il se fait volontairement arrêter pour démontrer à ses collègues de bureau qu'il est bien Garou Garou et est incarcéré à la prison de la Santé. Quittant plusieurs fois sa cellule pour emprunter des livres dans la bibliothèque du directeur de la prison ou aller déjeuner au restaurant, il s'évade définitivement, non sans avoir prévenu auparavant par courrier le directeur de son heure d'évasion. Il pense partir pour l'Égypte mais tombe amoureux d'une femme mal mariée qu'il a croisée dans la rue. Une nuit, alors qu'il quitte la chambre de sa conquête, il perd son incroyable don pour se retrouver prisonnier d'un des murs de la maison. Depuis, « certaines nuits d'hiver, dans la solitude de la rue Norvins », seuls les accords de guitare joués par le peintre Gen Paul « pénètrent au cœur de la pierre comme des gouttes de lune »...
L'action se déroule pour beaucoup à Montmartre où résidait Marcel Aymé. Dutilleul habite initialement au 75bis de la rue d'Orchampt, puis après s'être évadé de prison, loge dans un appartement de l'avenue Junot et tombe amoureux rue Lepic. C'est finalement dans la rue Norvins qu'il finit par rester bloqué dans un mur.

## Recueil
La nouvelle a donné son nom au recueil où l'on trouve également d'autres nouvelles humoristiques ou surréalistes : 
- Les Sabines, sur le don d'ubiquité
- La Carte, journal de Jules Flegmon sur la création de cartes de temps et de tickets de vie
- Le Décret, un saut dans le temps est décrété pour en finir avec la guerre
- Le Proverbe, un homme tyrannique aide son fils à faire un devoir
- Légende poldève, l'arrivée d'une vieille bigote au paradis
- Le Percepteur d'épouses, des maris en arrivent à payer leurs impôts avec leurs femmes
- Les Bottes de sept lieues, une paire de bottes magiques permet à un écolier de sortir de la misère.
- L'Huissier, un huissier est sommé pour entrer au paradis de retourner sur Terre pour aider les pauvres.
- En attendant, devant une épicerie, quatorze personnes évoquent chacune leur vie difficile pendant la guerre.

Le recueil est très marqué par le contexte de l'Occupation. Marcel Aymé évoque la misère qui frappe les Français (Les Bottes de sept lieues, L'Huissier, La Carte). Ses personnages sont souvent dépassés par des décisions administratives absurdes (Le Décret, Le Percepteur d'épouses, La Carte). Et, entre les lignes et souvent explicitement, Marcel Aymé témoigne de l'exaspération douloureuse des Français face à une guerre qui n'en finit pas. La dernière nouvelle du recueil titrée justement En attendant (que la guerre prenne fin) détaille les malheurs et vilénies qui se sont abattus sur la tête des gens depuis quatre ans. Marcel Aymé met dans la bouche du personnage juif cette phrase laconique : « Moi, dit un Juif, je suis juif », signifiant par là qu'il n'est pas nécessaire de préciser ce qu'être juif signifie dans la France occupée.

## Postérité
La place Marcel-Aymé, située au bas de la rue Norvins, abrite une statue réalisée par Jean Marais représentant Dutilleul traversant un mur sous les traits de Marcel Aymé ainsi qu'un panneau Histoire de Paris qui résume la nouvelle.

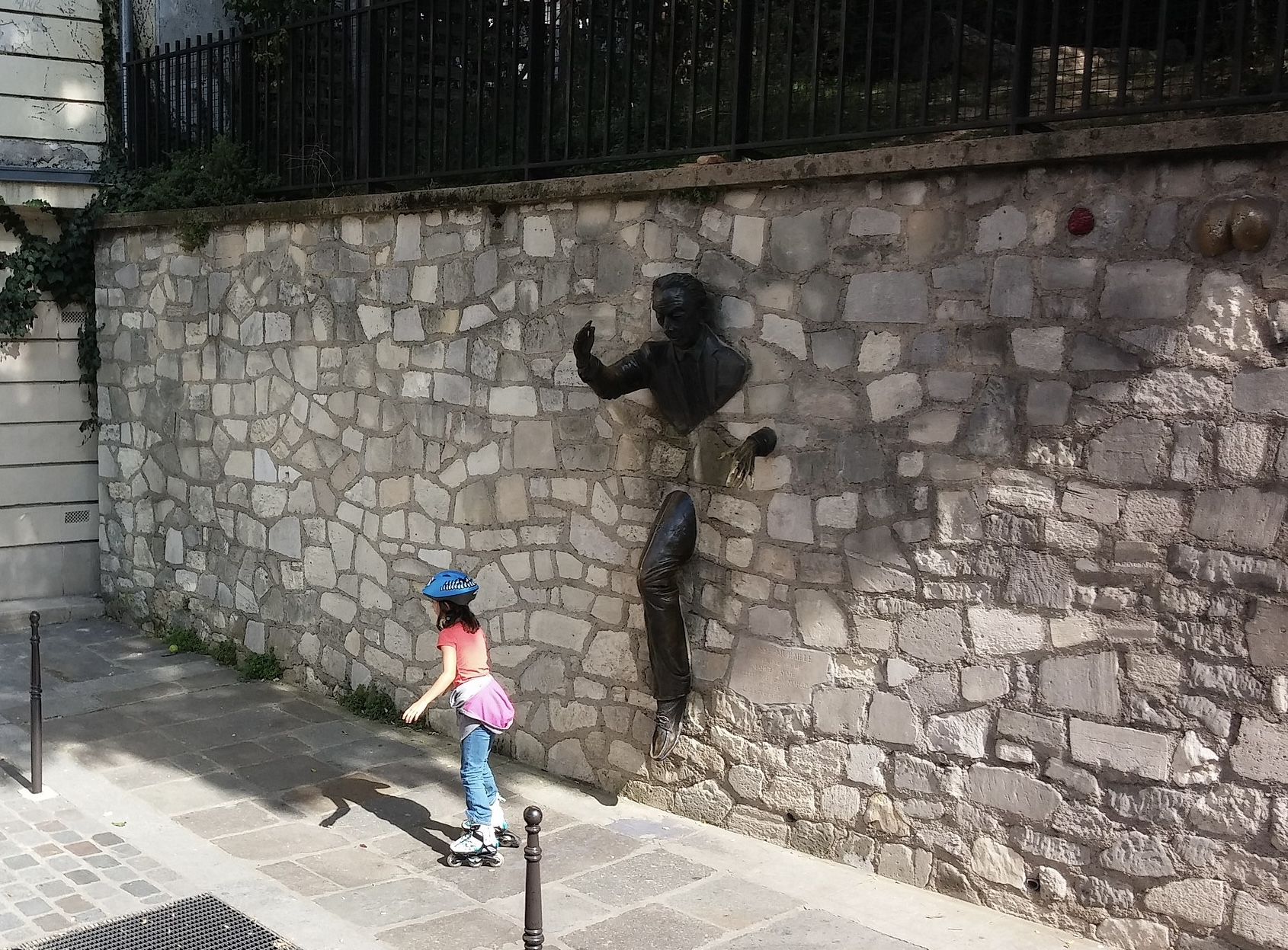
La sculpture due à Jean Marais.
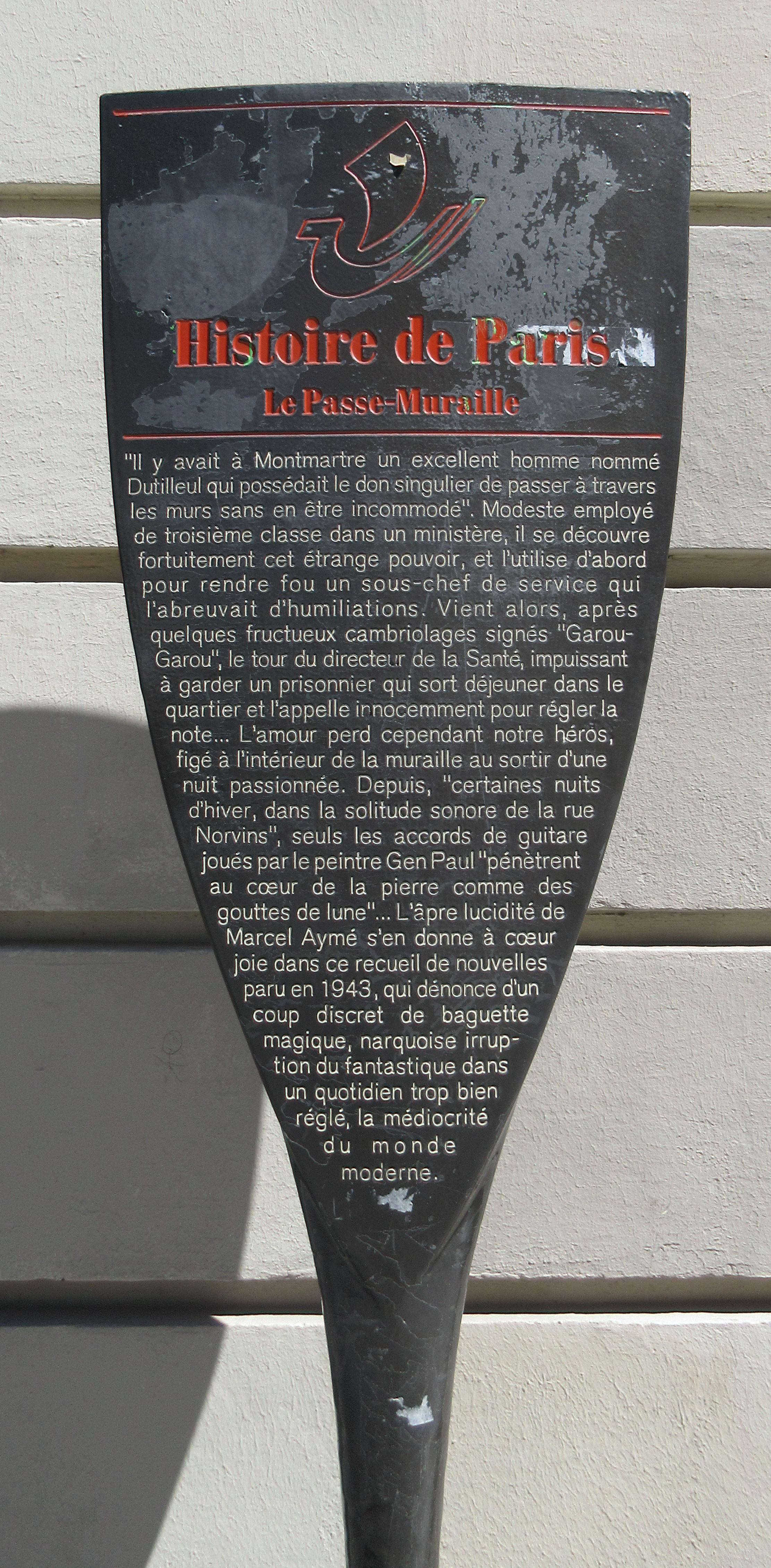
Le panneau Histoire de Paris résume la nouvelle[4].

### Adaptations au cinéma
- 1951 : Garou-Garou, le passe-muraille, film français de Jean Boyer avec Bourvil, Joan Greenwood, Raymond Souplex, Gérard Oury
- 1959 : L'Homme-miracle (Ein Mann geht durch die Wand), film allemand de Ladislas Vajda
- 2007 : Passe-muraille, court métrage d'animation de Damien Henry, réalisé en animation image par image.

### Adaptations à la télévision
- 1977 : Le Passe-muraille, téléfilm français de Pierre Tchernia avec Michel Serrault.
- 2016 : Le Passe-muraille, téléfilm français de Dante Desarthe avec Denis Podalydès.

### Adaptations scéniques
Une adaptation en comédie musicale, écrite par Didier van Cauwelaert et Michel Legrand, mise scène par Alain Sachs qui reçut le Molière de la Mise en scène, a été créée en janvier 1997 au Théâtre des Bouffes-Parisiens à Paris. Une version en langue anglaise, rebaptisée Amour, a été donnée au Music Box Theatre de New York le 20 octobre 2002. On trouve également trace d’une production japonaise en 2000 et d’une production coréenne en 2007.

### Nouvelles aventures
Le personnage apparaît dans la bande-dessinée La Brigade chimérique (2009-2010), qui convoque différentes figures de « super-héros » « primitifs » de la littérature d'avant-guerre.